# Paljevine
Paljevine – wieś w Chorwacji, w żupanii bielowarsko-bilogorskiej, w gminie Ivanska. W 2011 roku liczyła 240 mieszkańców.